# Aristodemo (Messênia)
Aristodemo (? - 724 a.C.) foi um rei de Messênia.
Tornou-se célebre pelas guerras que sustentou, durante vinte anos, contra Esparta, para assegurar a independência de Messênia.
Conta-se que, tendo um oráculo ordenado que sacrificasse uma virgem para colher a vitória na guerra, ele imolou a própria filha. Mais tarde, corroído pelo remorso e percebendo a inutilidade de sua resistência aos espartanos, matou-se com um punhal, sobre o túmulo da filha.